# Victoria Cociaș
Victoria Cociaș-Șerban (* 6. Juni 1957 in Brăila) ist eine rumänische Film- und Theaterschauspielerin.
Cociaş schloss 1980 ein Studium an der Nationaluniversität der Theater- und Filmkunst in Bukarest ab.  In den 1980er Jahren begann sie, auf der Bühne des traditionsreichen Bukarester Nottara-Theaters aufzutreten. 1985 spielte sie in Cantonul părăsit unter der Regie von Adrian Istrătescu Lener ihre erste Hauptrolle in einem Film. Weitere Rollen hatte sie u. a. in Crucea de piatra (1994), Noro (2002), Der geköpfte Hahn (2007), O poveste de dragoste, Lindenfeld (2014) und Toni Erdmann (2016). Für die Rollen in Der geköpfte Hahn und O poveste de dragoste, Lindenfeld war sie jeweils für den Premiile Gopo nominiert.
Cociaş war bis zu seinem Tod mit dem Filmregisseur Radu Gabrea (1937–2017) verheiratet. Aus der Ehe ging ein Sohn hervor.